# Jeanette Ofusu
Jeanette Ofusu ist eine ehemalige ghanaische Leichtathletin, die sich auf den Sprint spezialisiert hat. Mit der ghanaischen 4-mal-100-Meter-Staffel wurde sie 1979 in Dakar Afrikameisterin.

## Sportliche Laufbahn
Erste internationale Erfahrungen sammelte Jeanette Ofusu vermutlich bei den Afrikaspielen 1978 in Algier, bei denen sie mit der ghanaischen 4-mal-100-Meter-Staffel in 45,19 s gemeinsam mit Hannah Afriyie, Grace Bakari und Janet Yawson die Silbermedaille hinter dem nigerianischen Team gewann. Im Jahr darauf siegte sie bei den erstmals ausgetragenen Afrikameisterschaften in Dakar in 45,63 s in derselben Besetzung wie im Jahr zuvor bei den Afrikaspielen.